# Scott McLemore
Scott McLemore (Norfolk, 1 februari 1973) is een Amerikaanse jazzdrummer en componist, die in Reykjavík woont.

## Biografie
McLemore begon op 16-jarige leeftijd in een schoolrockband te spelen. Met de funkband Ant Man Bee toerde hij sinds 1990. In hetzelfde jaar ontmoette hij bij een workshop van de University of Virginia de trompettist John D'Earth, met wie hij in verschillende bands speelde en ook optrad in de Knitting Factory.
McLemore studeerde vanaf 1992 aan de Old Dominion University, omstreeks 1993 aan het William Paterson College, waar hij zijn latere echtgenote, de pianiste Sunna Gunnlaugs ontmoette, en in 1997 bij John Riley, Vic Juris en Rufus Reid, waar hij zijn bachelor verwierf. In 1997 verhuisde hij naar New York, waar hij niet alleen behoorde tot de band van Gunnlaugs, maar ook speelde met Michael Kanan, Angelica Sanchez, Russ Lossing, Chris Cheek, George Colligan, John Hébert, Mark Helias en Tim Berne.
Hij formeerde een eigen kwartet met Tony Malaby, Ben Monder en Ben Street, dat in 2000 het album Found Music opnam. Het tweede album ontstond met Sunna Gunnlaugs, Óskar Guðjónsson, Andrés Thor en Róbert Þórhallsson. Verder was hij betrokken bij vijf albums van Gunnlaugs en bij opnamen van Kerry Politzer en het ASA Trio (Plays the Music of Thelonious Monk). Met Hilmar Jensson en Angelika Niescier nam hij in 2015 het album Broken Cycle op.
- Library of Congress Control Number: no2006095225
- MusicBrainz: d3604b69-a5a1-4028-8c50-3b772b02617a
- Virtual International Authority File: 51449254
- WorldCat: E39PBJmHMMfTrjTKwxB7RRfQbd